# Троянова Яна Олександрівна
Яна Троянова (нар. 12 лютого 1973 року, Лічебний, СРСР) — російська акторка театру, кіно і телебачення. Здобула популярність завдяки фільмам «Вовчок», «Жити», «Кококо», «Країна ОЗ» і телесеріалу «Ольга».
Виступає проти російського вторгнення в Україну.

## Біографія
Народилися 12 лютого 1973 року в Сисертському міському окрузі (селище Лічебний). 
У 1978 році переїхала до Свердловська, де у 1990 році закінчила середню школу. Працювала у театрах Єкатеринбурга.
У жовтні 2022 року виїхала з Росії. Спочатку до Туреччини, потім — до Франції.

## Вибіркова фільмографія
- Марафон бажань (2019)
- Жити (2012)